# Aerofłot

Tupolew Tu-104

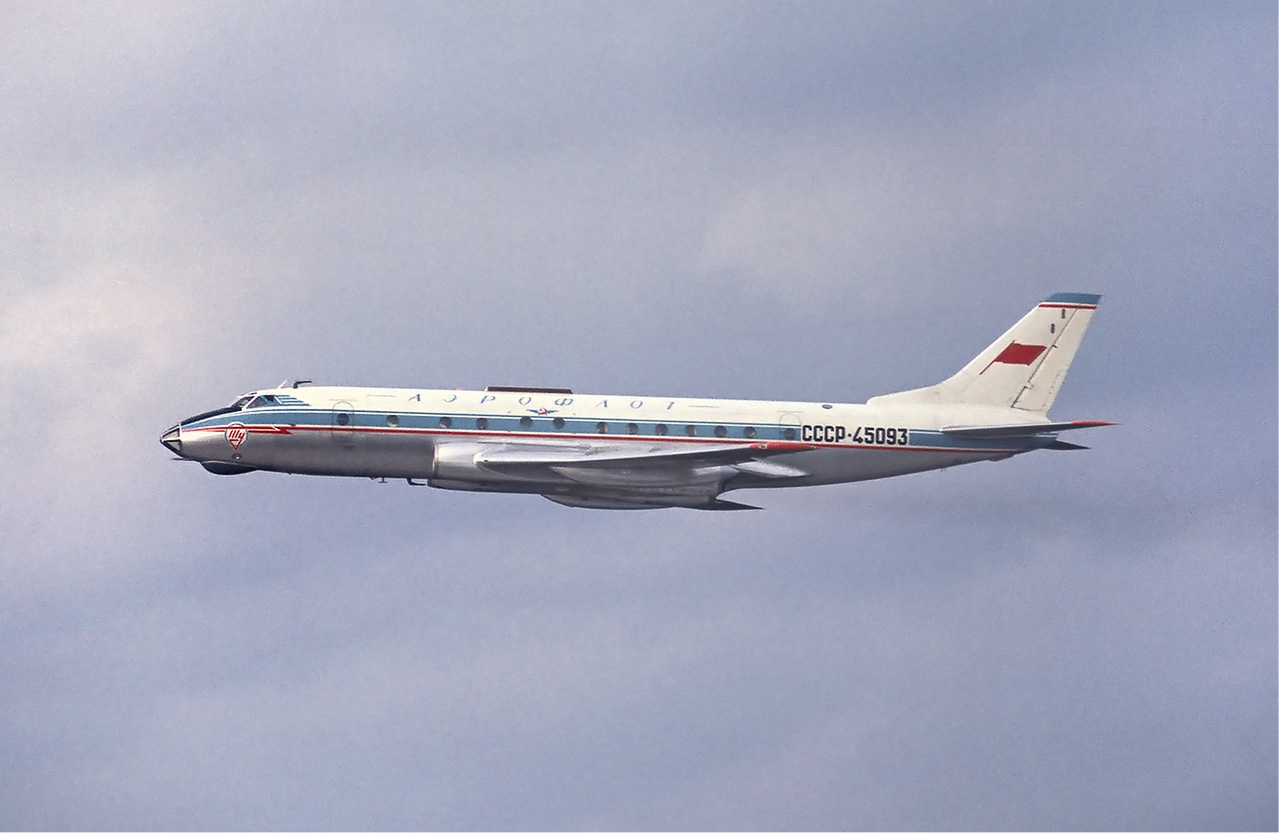
Tupolew Tu-124 Aeroflot w locie

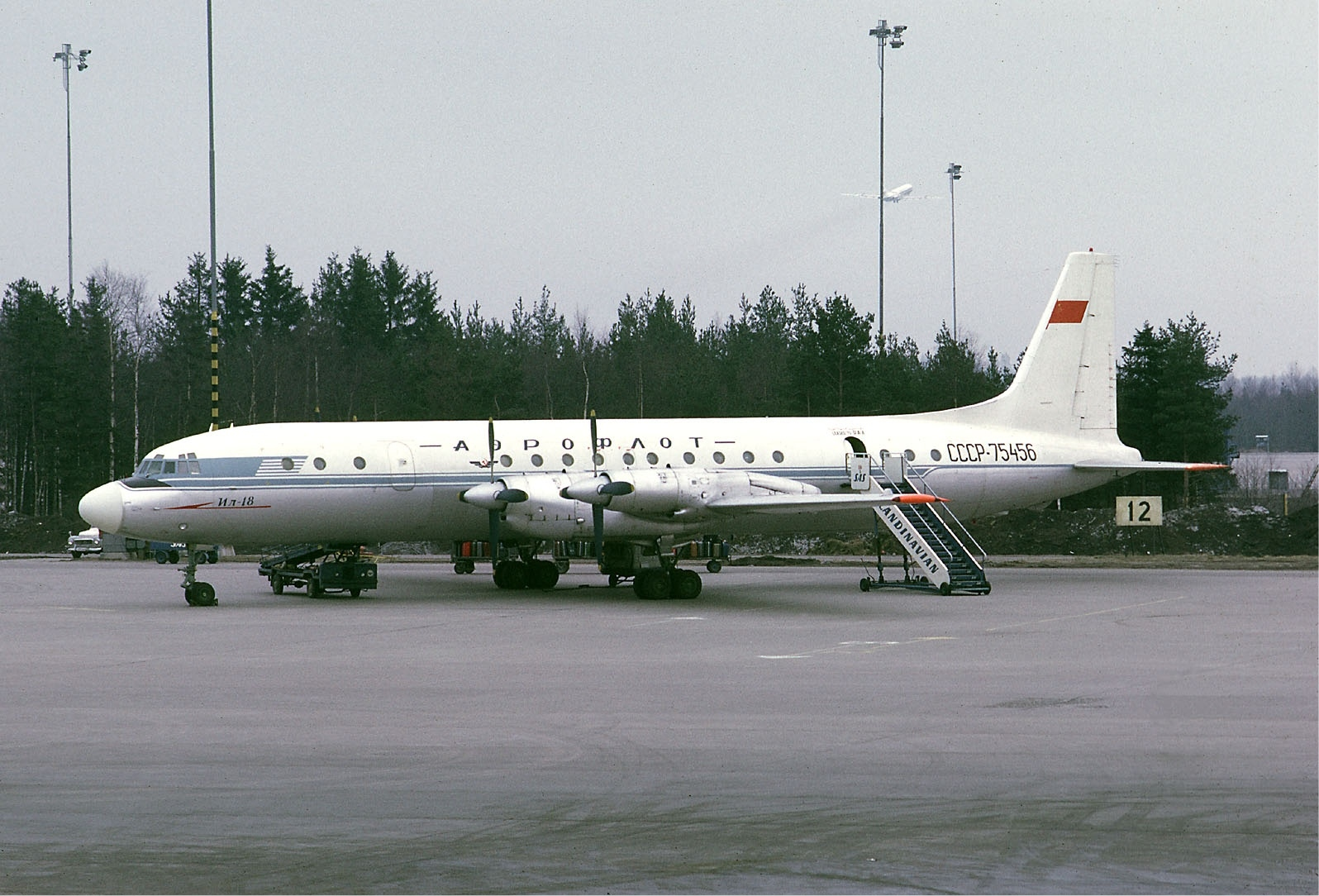
Samolot Ił-18 był używany przez Aeroflot na trasach średniego zasięgu od 1959 do początku lat 90.

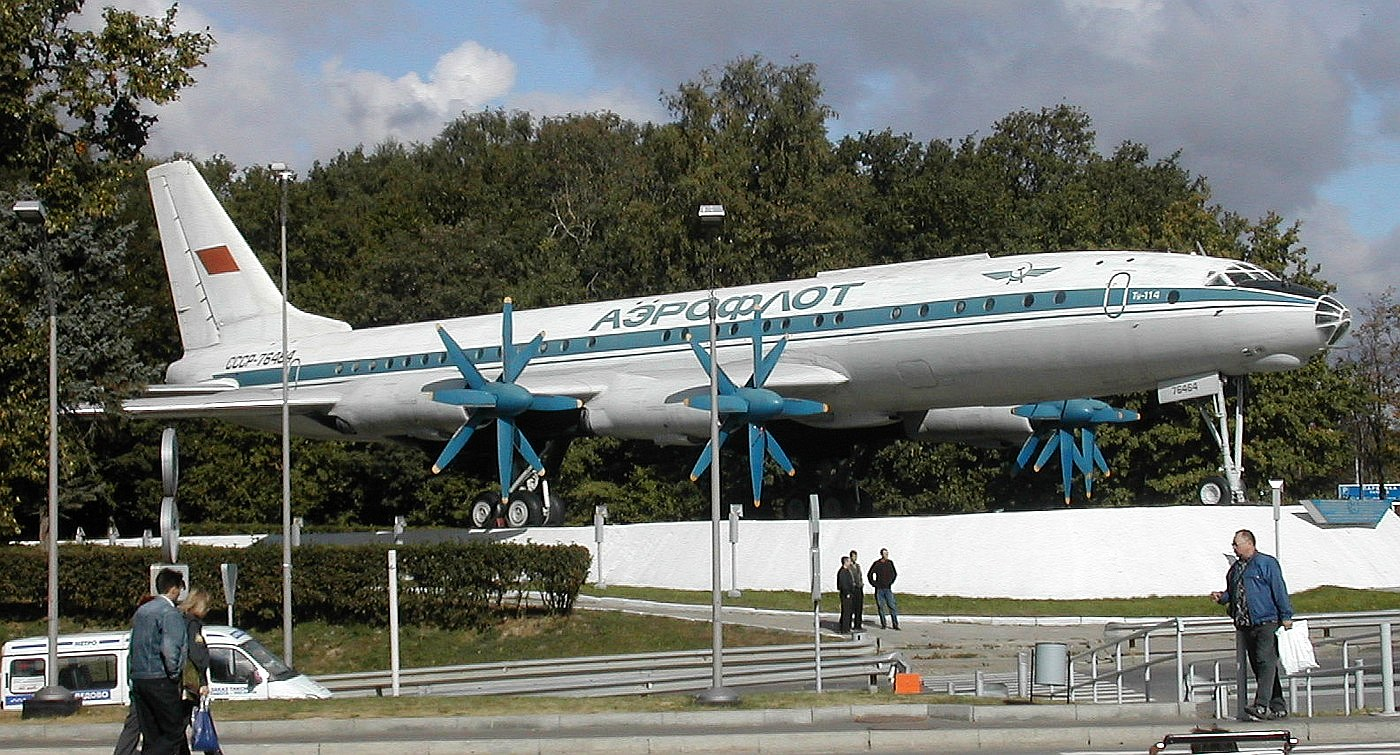
Samolot Tu-114 używany był przez Aeroflot na trasach dalekodystansowych w latach 1962–1976. Na zdjęciu jako pomnik przed lotniskiem Domodiedowo w Moskwie w 2005

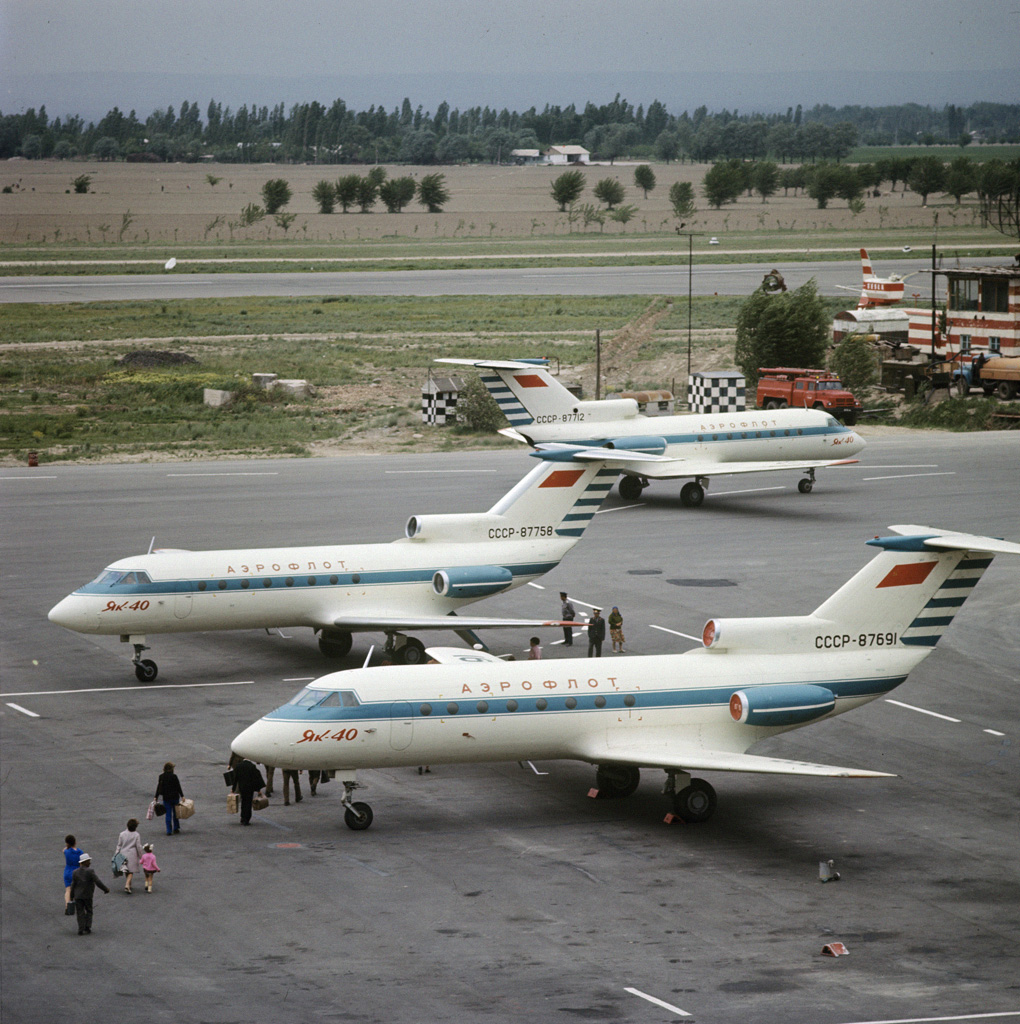
Trzy samoloty Jak-40 w starych barwach Aeroflotu na płycie lotniska w Osz w 1974

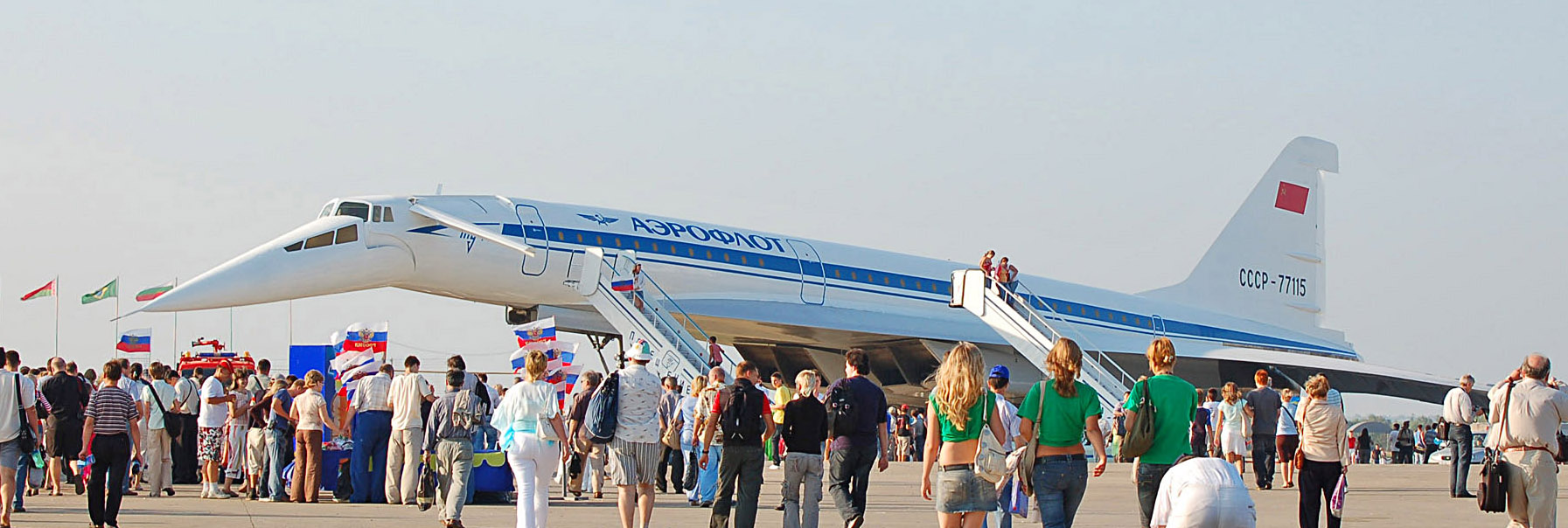
Tu-144 Aeroflot

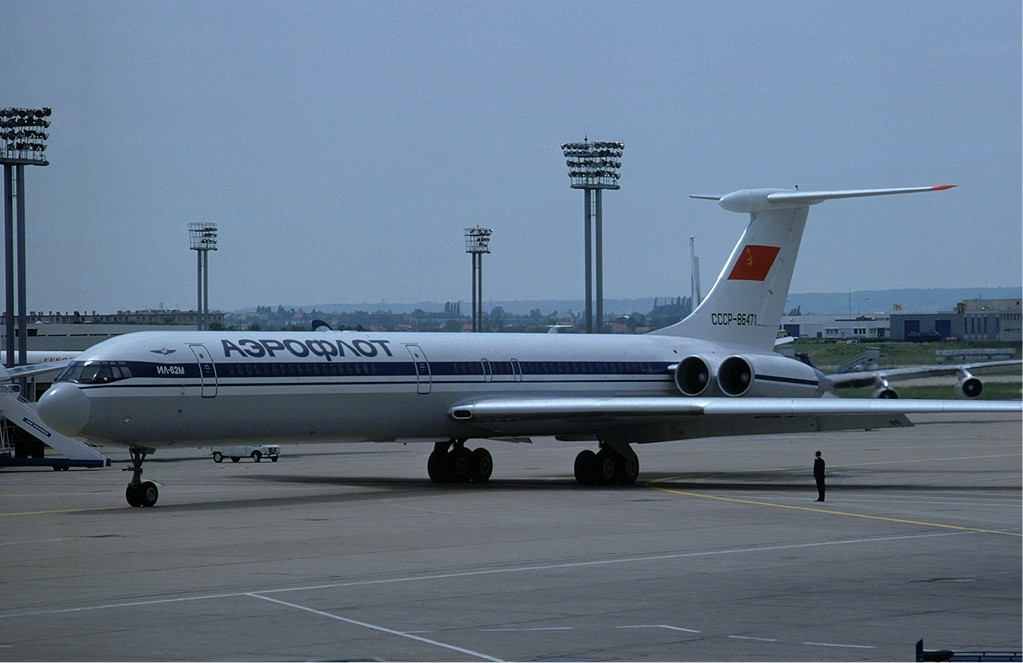
Ił-62 latał w Aerofłocie na rejsach dalekodystansowych

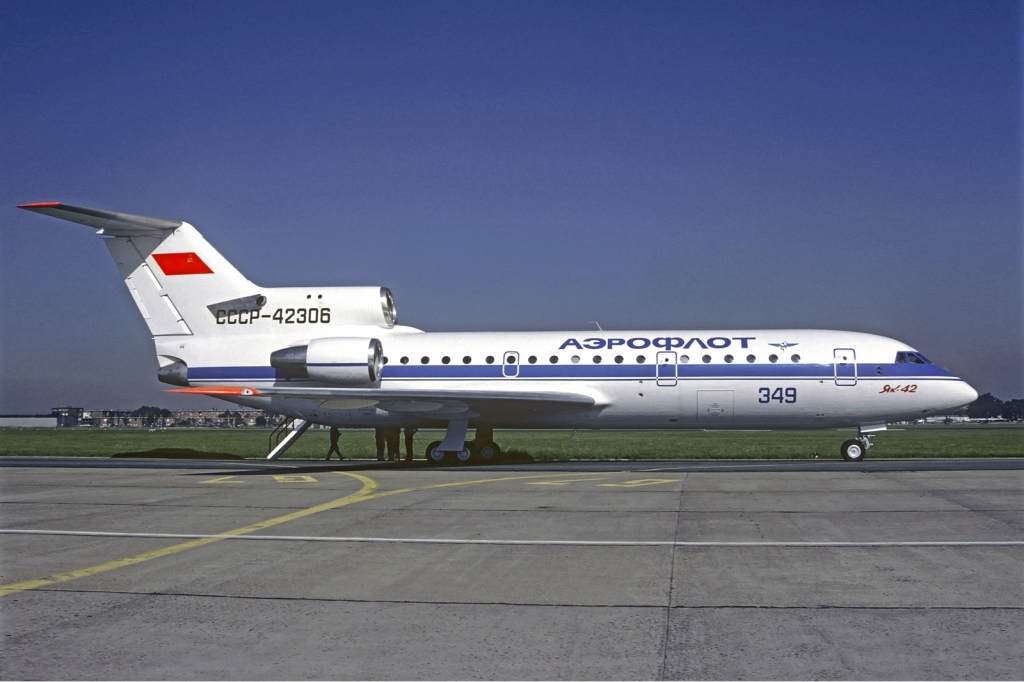
Samoloty krótkiego i średniego zasięgu Jak-42 służyły w Aerofłocie w latach 1980–2000

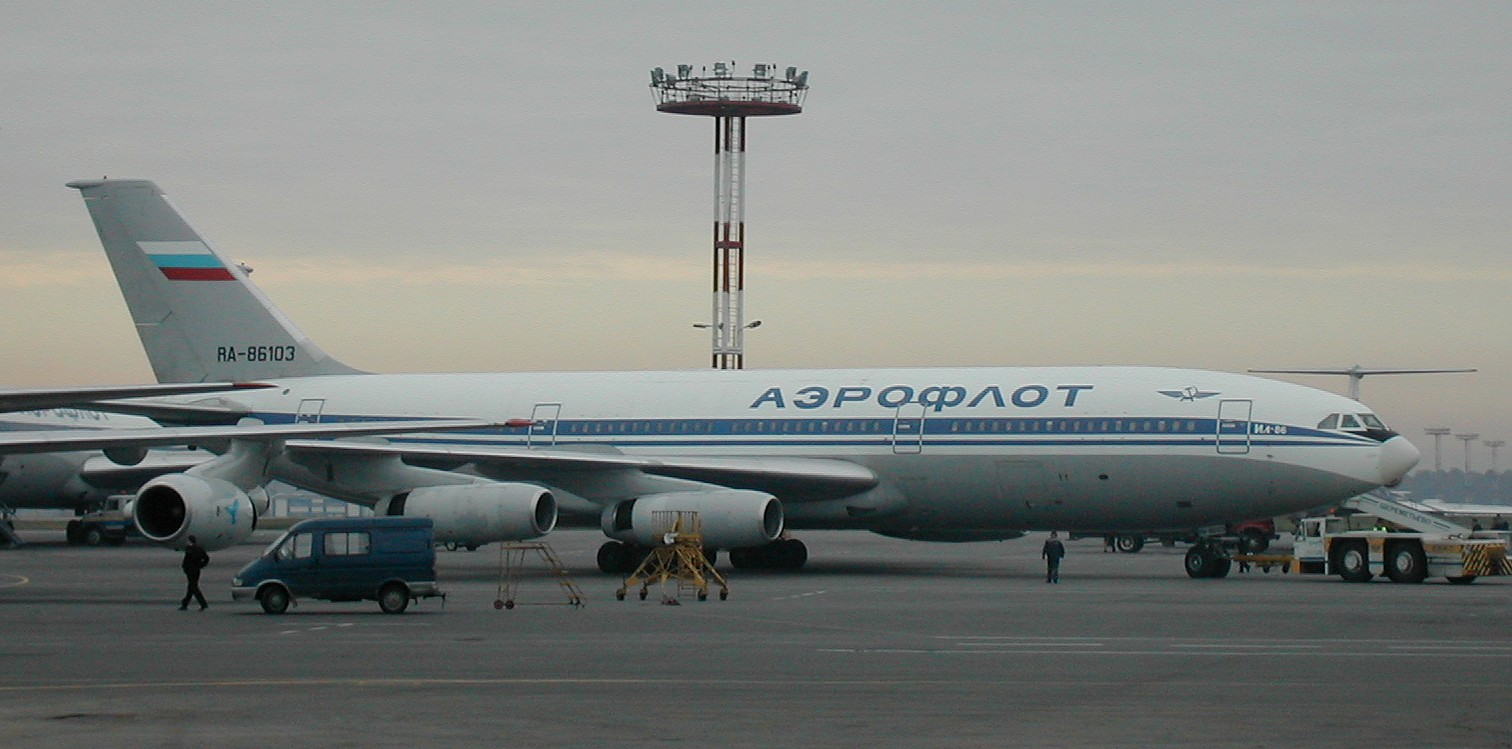
Samoloty Ił-86 będące radziecką odpowiedzią na Airbusa A300 służyły w Aerofłocie w latach 1980–2006

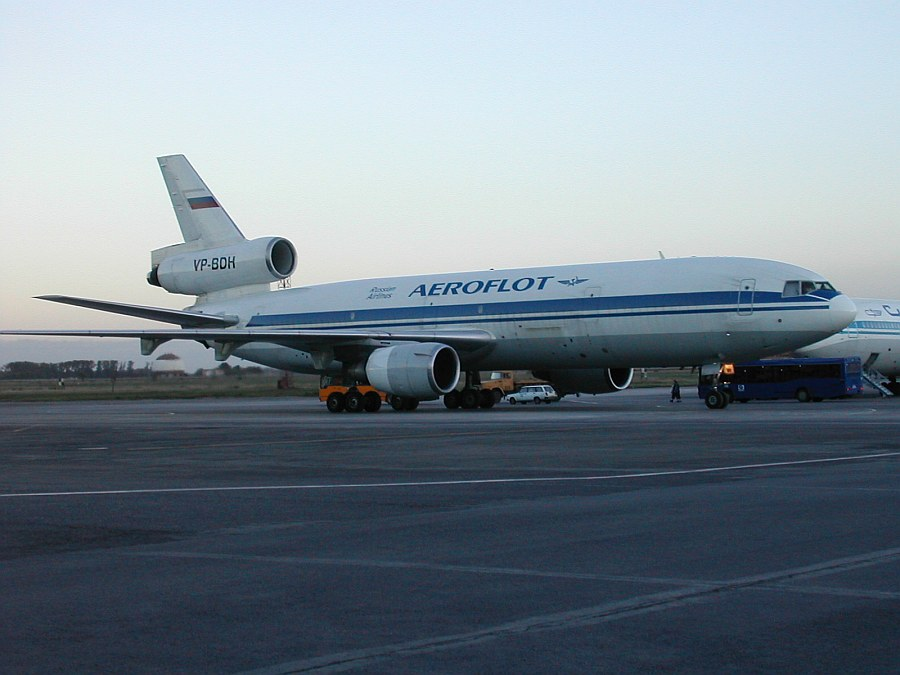
McDonnell Douglas DC-10 Cargo w starszych barwach Aeroflotu na lotnisku w Nowosybirsku w 2006

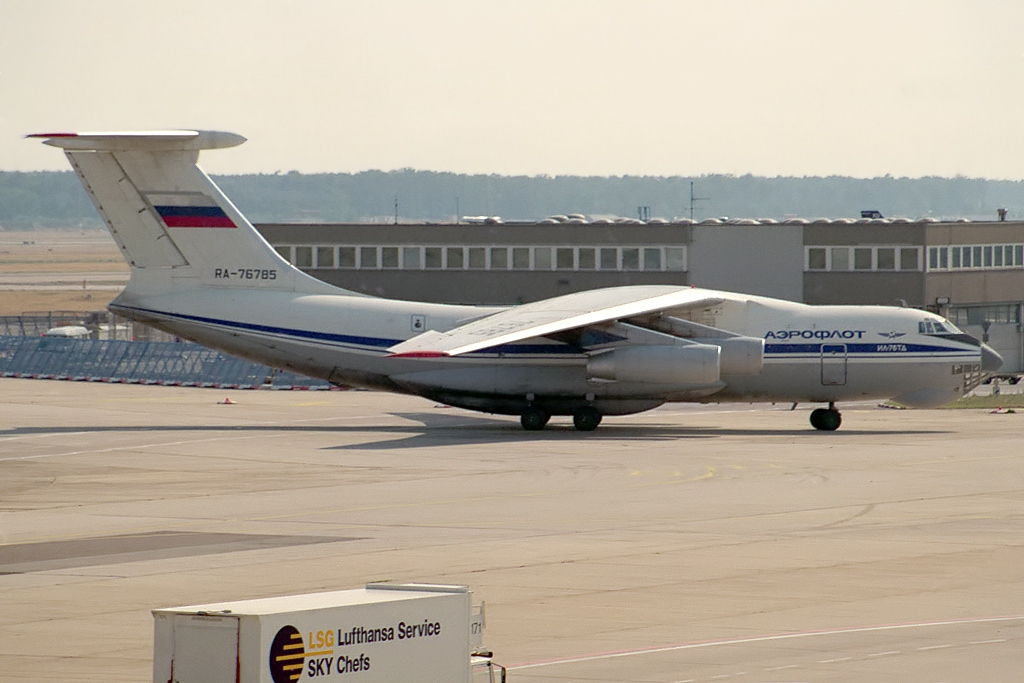
Samolot transportowy Ił-76 Aeroflotu

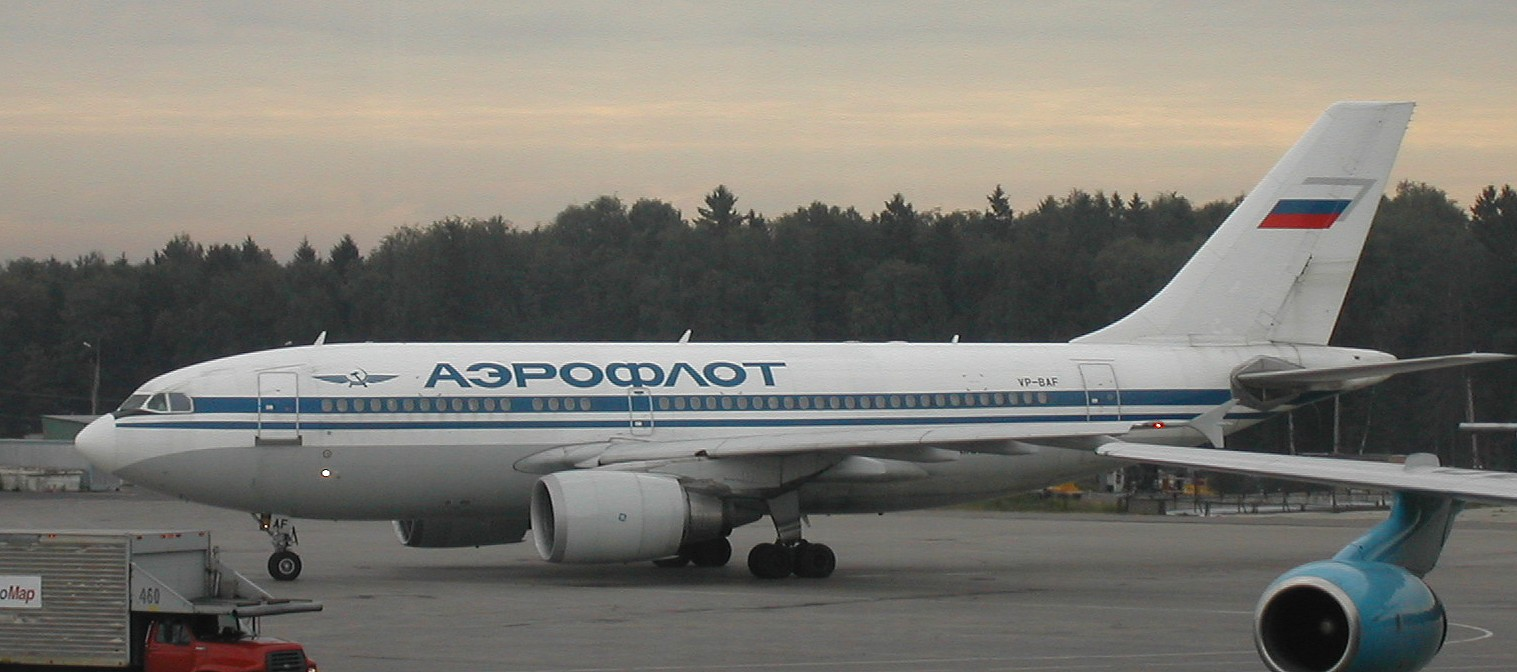
Airbusy A310 używane przez Aeroflot od 1992 do 2005 były pierwszymi zachodnimi samolotami w barwach tej linii

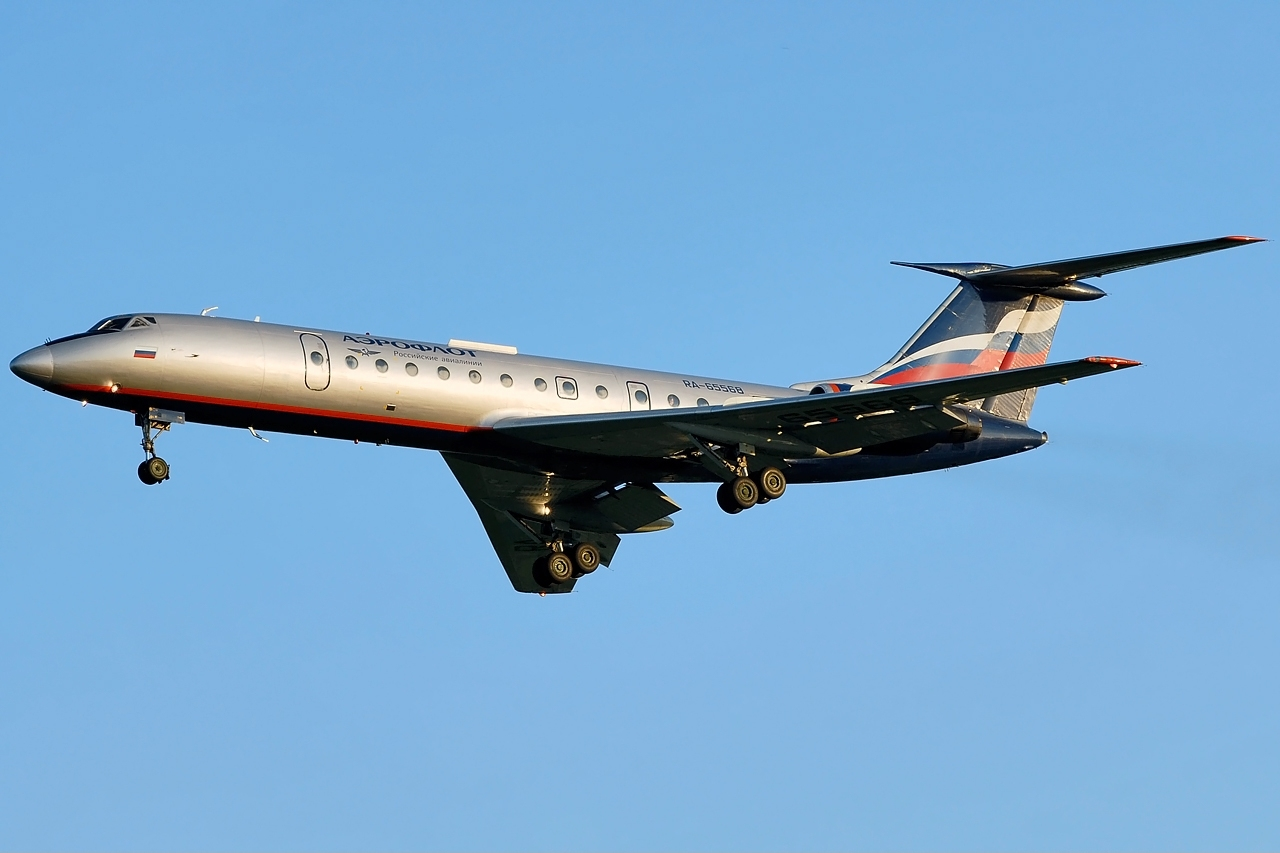
Tu-134 były używane przez Aeroflot od 1967 do 2007

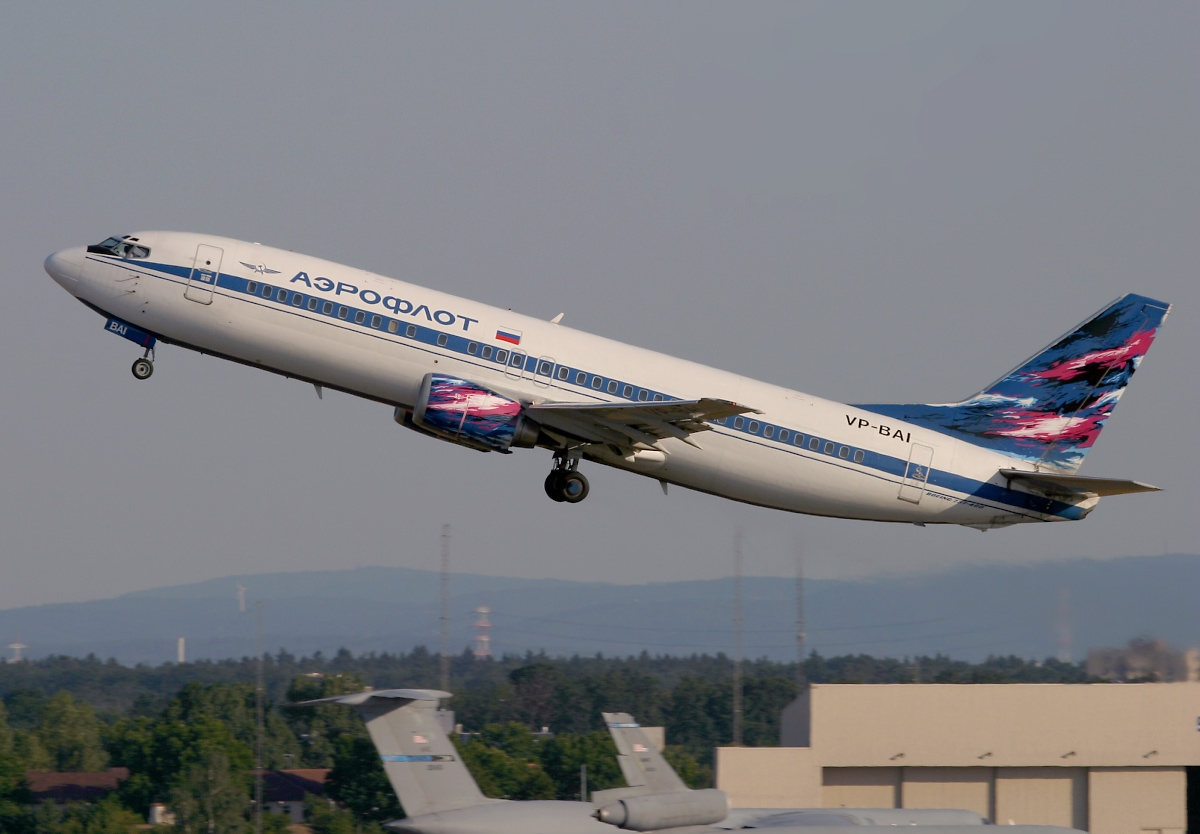
Boeingi 737-400 służyły w Aerofłocie od 1994 do 2004. Następnie zostały przekazane liniom Aeroflot-Don i Aeroflot-Nord

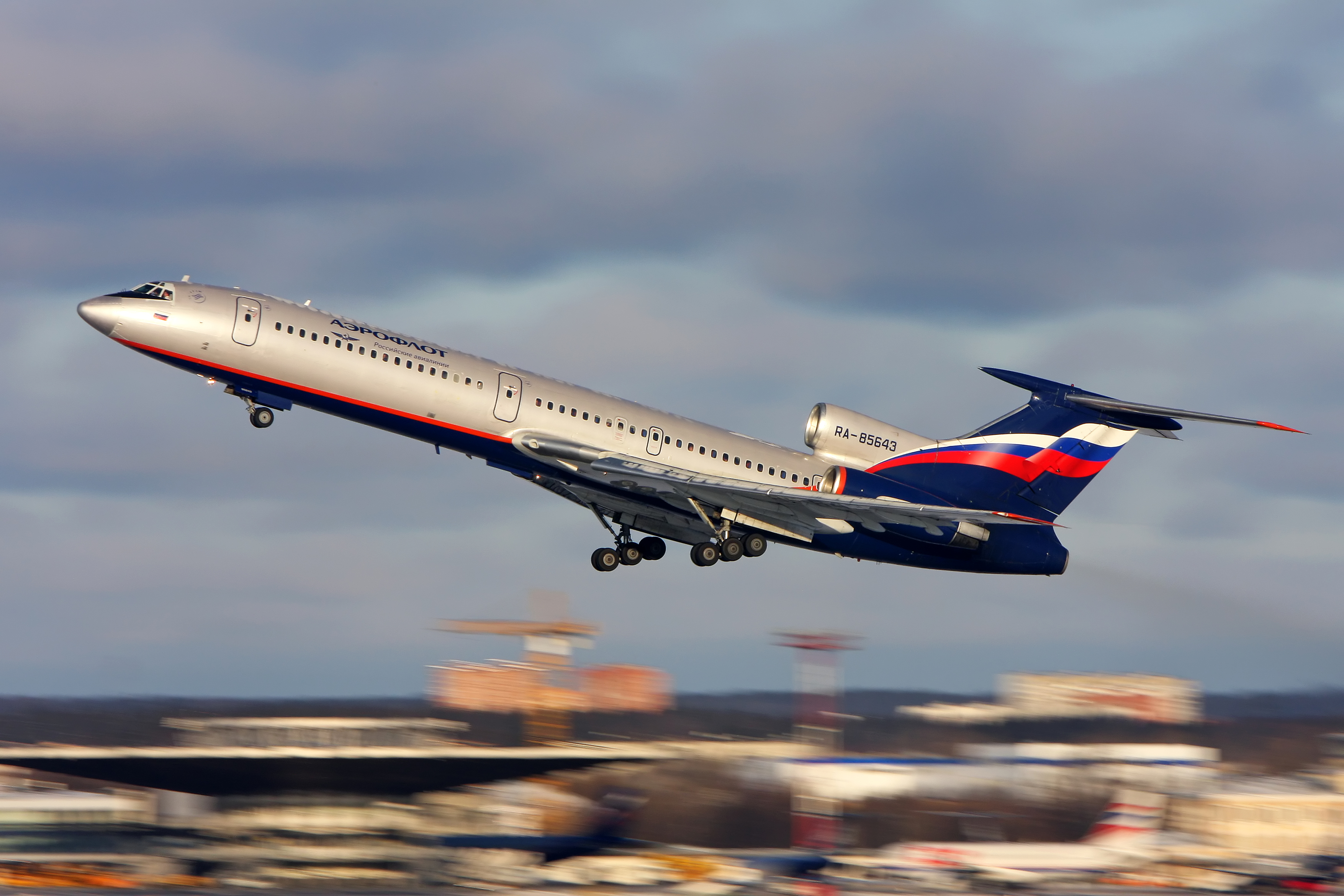
Samoloty Tu-154 były używane przez Aeroflot w latach 1972–2011

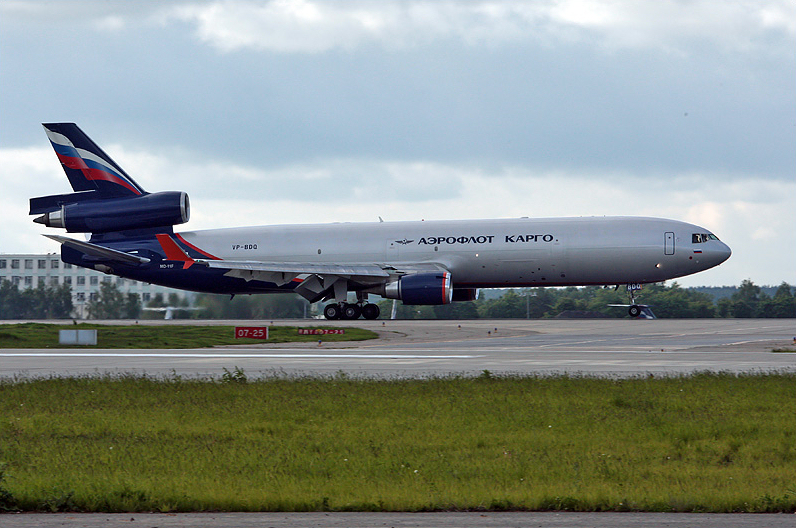
Samoloty McDonnell Douglas MD-11 służyły w Aerofłocie od 2008 do 2013

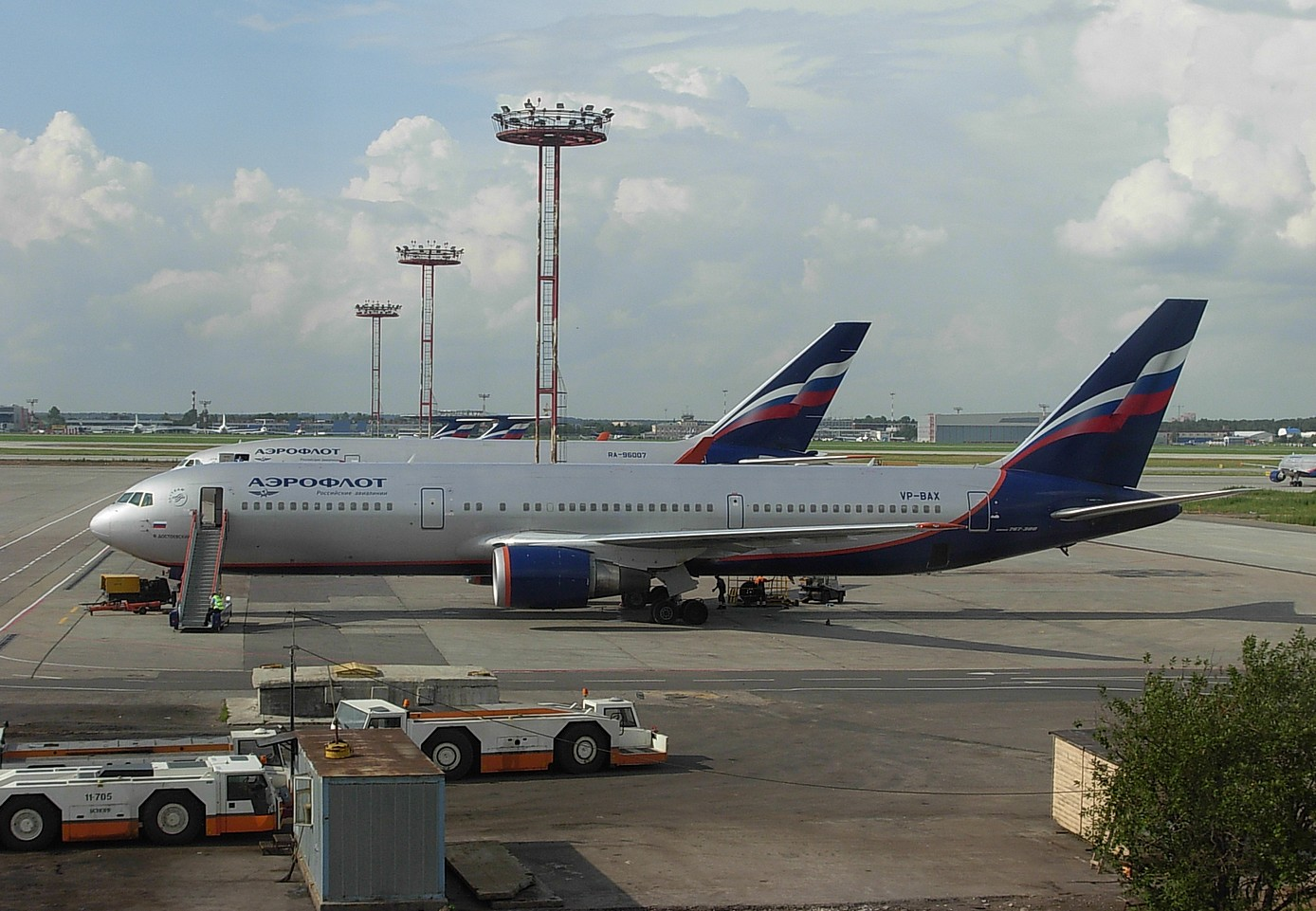
Wycofany samolot Boeing 767 w barwach Aeroflotu

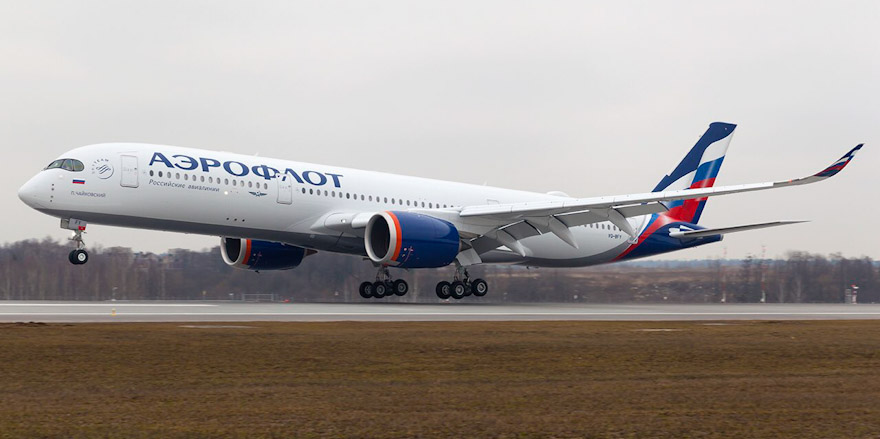
Samolot Airbus A350-900 linii Aeroflot

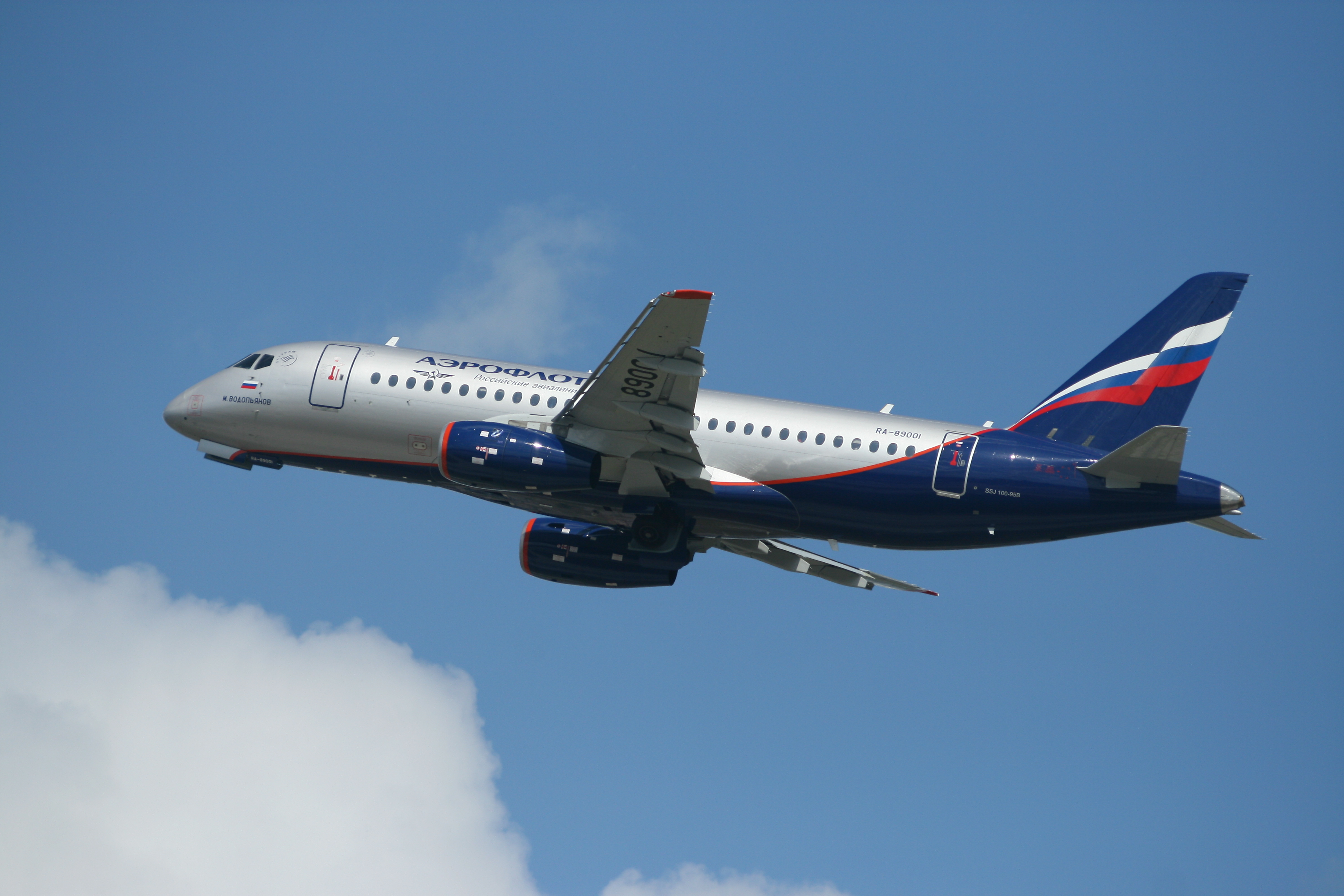
Samolot Suchoj Superjet 100 linii Aeroflot

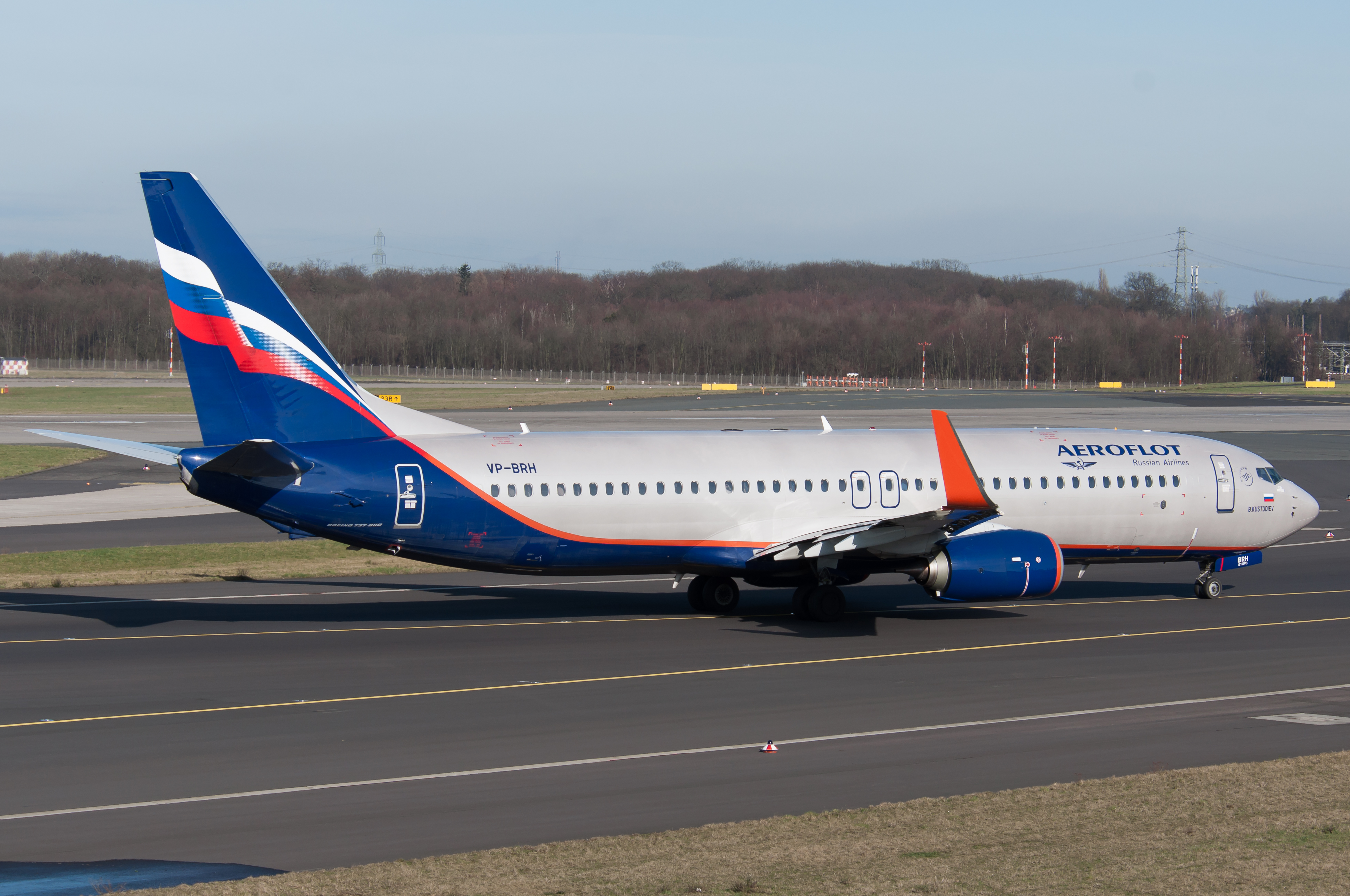
Samoloty Boeing 737-800 są najnowszymi maszynami we flocie Aeroflotu

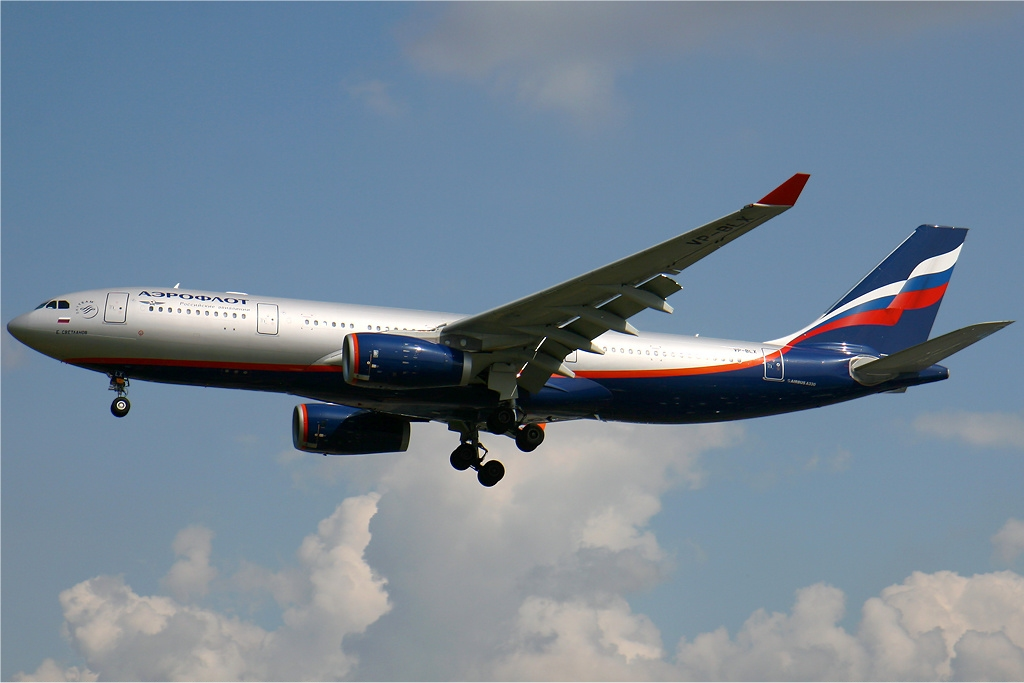
Airbus A330 w barwach Aeroflotu

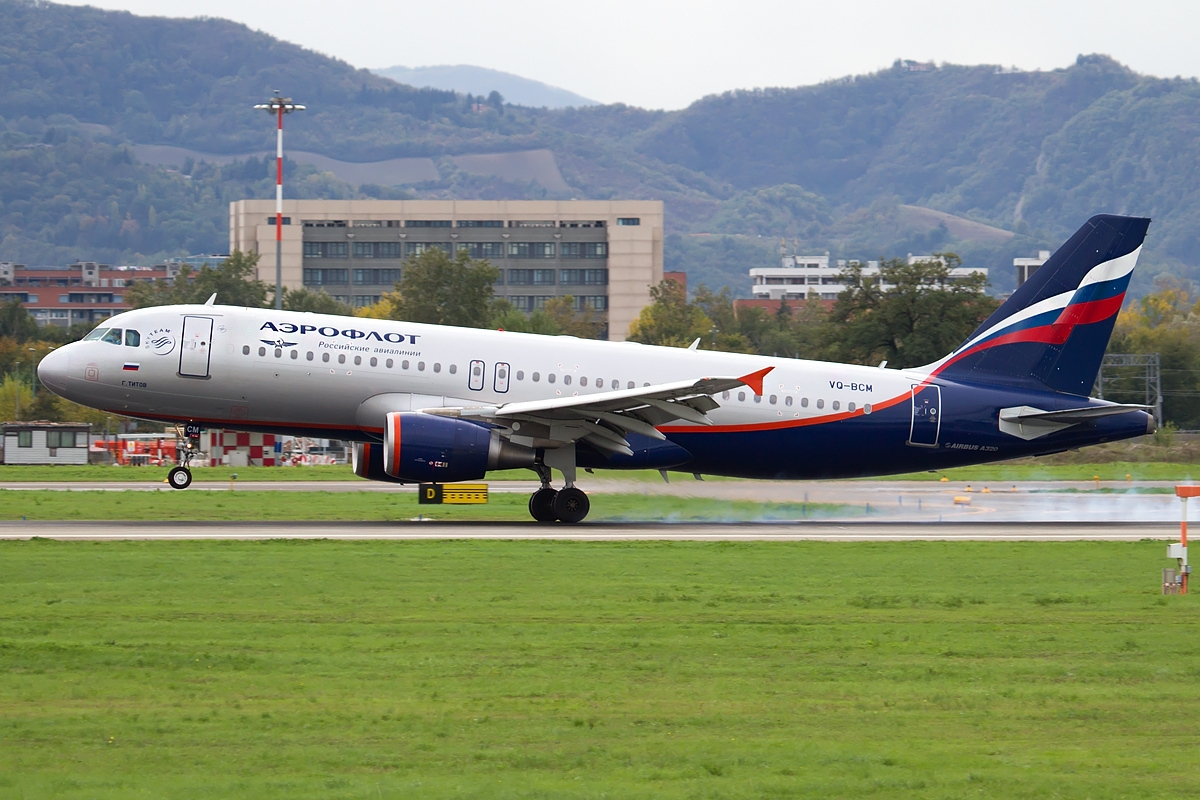
Airbus A320 linii Aerofłot

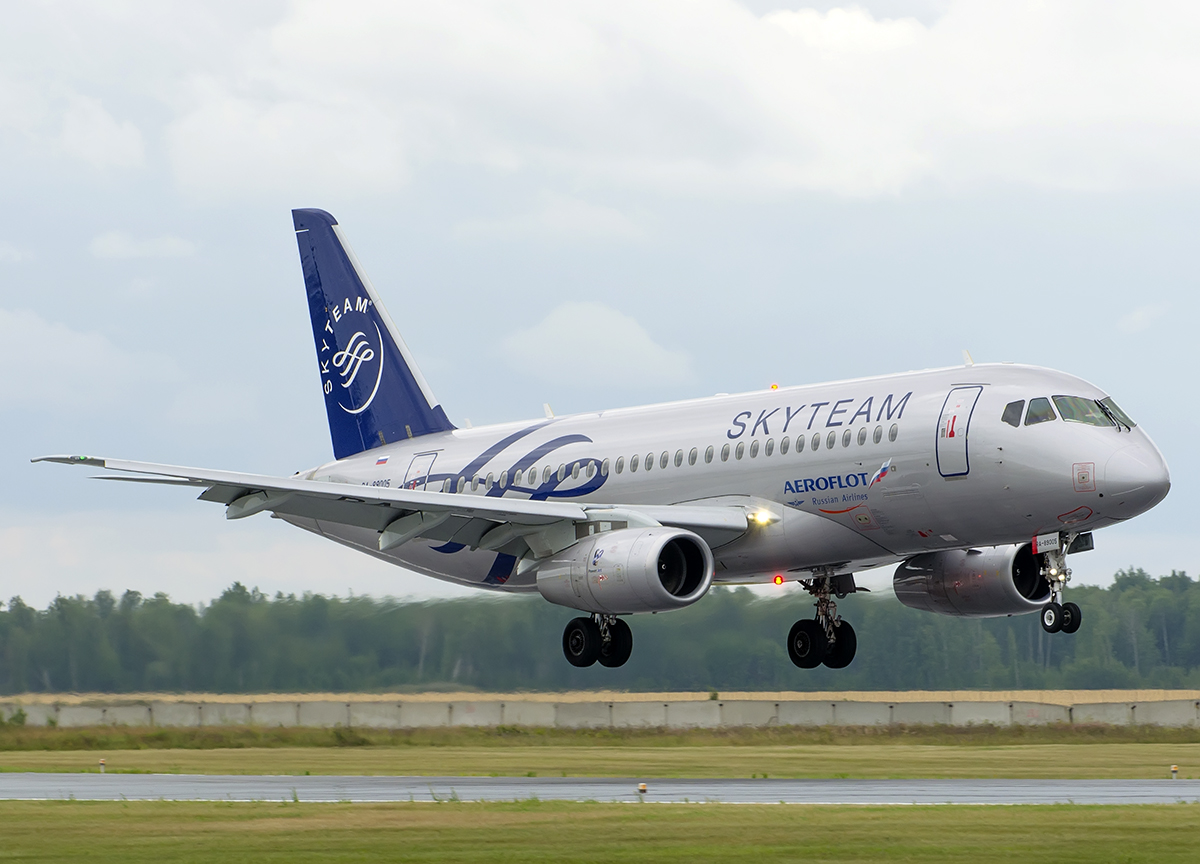
Suchoj Superjet 100 linii Aerofłot w malowaniu sojuszu SkyTeam

Aeroflot (Aeroflot – Rosyjskie Linie Lotnicze Publiczna S.A., ros. Публичное акционерное общество „Аэрофлот – российские авиалинии”) – narodowy przewoźnik i największa linia lotnicza Federacji Rosyjskiej.

## Działalność
Została założona i rozpoczęła działalność w 1923 r., co czyni ją jedną z najstarszych działających do dzisiaj linii lotniczych na świecie. Aerofłot ma główną siedzibę w Centralnym okręgu administracyjnym Moskwy, a hub linii lotniczej to Międzynarodowy Port Lotniczy Moskwa-Szeremietiewo.
Agencja ratingowa Skytrax przyznała liniom 4 gwiazdki, ale w 2022 przyznany status został zawieszony.
Od założenia do początku lat 90. linia była narodowym przewoźnikiem i państwowym przedsiębiorstwem Związku Socjalistycznych Republik Radzieckich (ZSRR). W tym okresie Aerofłot powiększył swoją flotę do ponad pięciu tysięcy wyprodukowanych w ZSRR samolotów i otworzył krajową i międzynarodową sieć lotów, obejmującą ponad trzy tysiące miejsc docelowych, dzięki czemu w danym okresie był największą linią lotniczą na świecie. Oprócz lotów komercyjnych Aerofłot zobowiązał się również do wykonywania lotów towarowych i służenia państwu poprzez pomoc wojsku. Z powodu posiadania ogromnej floty samolotów, linia miała o wiele więcej wypadków i katastrof niż konkurencja, przez co reputacja przewoźnika była na bardzo niskim poziomie.
Po rozpadzie ZSRR, przewoźnik został przekształcony w otwartą spółkę akcyjną i rozpoczął radykalny proces transformacji, drastycznie zmniejszając swoją flotę, jednocześnie kupując samoloty z zachodu i nowsze modele samolotów krajowych. Aerofłot skupił się głównie na rynku międzynarodowym.
Pod koniec 2017 r. Aerofłot kontrolował około 40% rynku lotniczego w Rosji. Narodowy przewoźnik jest właścicielem Rossiya Airlines (linii lotniczej z siedzibą w Sankt Petersburgu) oraz Pobedy (rosyjskiego taniego przewoźnika). Aerofłot i jego spółki zależne mają w posiadaniu 359 samolotów na 31 grudnia 2019 składających się głównie z Airbusów i Boeingów oraz modeli krajowych takich jak Sukhoi Superjet 100. Aerofłot posiadał również spółkę cargo o nazwie Aerofłot-Cargo, jednak później oddział połączył się z macierzystą linią lotniczą.
W kwietniu 2006 Aerofłot został członkiem sojuszu SkyTeam. Od marca 2020 Rząd Federacji Rosyjskiej jest właścicielem 51% Aerofłotu za pośrednictwem Federalnej Agencji Zarządzania Majątkiem Państwowym, a reszta akcji jest w wolnym obrocie.

### Chronologia
- 1 maja 1922 – uruchomienie pierwszej linii zagranicznej Moskwa-Królewiec
- 9 lutego 1923 – oficjalna data utworzenia towarzystwa lotniczego
- 17 marca 1923 – utworzenie towarzystwa lotniczego Dobrolet („Добролет”)
- 15 lipca 1923 – uruchomienie pierwszej linii wewnętrznej Moskwa – Niżny Nowogród
- 29 października 1930 – przekształcenie towarzystwa Dobrolet we Wszechzwiązkowe Towarzystwo Cywilnej Floty Powietrznej przy Radzie Pracy i Obrony (Всесоюзное объединение Гражданского воздушного флота при Совете Труда и Обороны – ВО ГВФ)
- 6 listopada 1931 – otwarcie w Moskwie na centralnym lotnisku im. M.W.Frunze pierwszego w kraju portu lotniczego
- 25 lutego 1932 – powołano Główny Zarząd Floty Powietrznej (Главное управление воздушного флота)
- 26 marca 1932 – przyjęcie nazwy Aerofłot
- 21 listopada 1932 – przejęcie przez Główny Zarząd Cywilnej Floty Powietrznej lotnictwa rolniczego
- 19 maja 1934 – powołanie 12 zarządów terytorialnych
- 19 lipca 1937 – powstał Zarząd Międzynarodowych Linii Powietrznych (Управление международных воздушных линий)
- czerwiec 1941 – podporządkowanie cywilnej floty powietrznej Narodowemu Komisariatowi Obrony
- 30 stycznia 1943 – otwarcie regularnego połączenia ZSRR przez Krasnojarsk z USA
- maj 1954 – podporządkowanie Głównego Zarządu Lotnictwa Cywilnego Radzie Ministrów ZSRR
- 1956 – wprowadzenie do eksploatacji na liniach wewnętrznych (Moskwa-Irkuck) i międzynarodowych (Moskwa-Praga) samolotu odrzutowego TU-104
- 1 czerwca 1960 – otwarcie portu przeznaczonego do obsługi międzynarodowego ruchu lotniczego Moskwa-Szeremietiewo
- 27 lipca 1964 – przekształcenie Głównego Zarządu Floty Powietrznej w Ministerstwo Lotnictwa Cywilnego ZSRR (Министерство гражданской авиации СССР)
- 31 grudnia 1965 – otwarcie w Moskwie miejskiego portu lotniczego
- 29 stycznia 1971 – zorganizowanie na bazie Zarządu Międzynarodowych Linii Lotniczych, Centralnego Zarządu Międzynarodowych Połączeń Lotniczych Aerofłotu (Центральное управление международных воздушных сообщений Аэрофлота – ЦУМВС), który stał się jedynym przewoźnikiem wykonującym rejsy międzynarodowe pod nazwą Radzieckie Linie Lotnicze Aerofłot („Аэрофлот – советские авиалинии”)
- 1989 – przystąpienie do Międzynarodowego Stowarzyszenia Przewoźników Powietrznych IATA
- czerwiec 1991 – utworzenie zjednoczenia produkcyjno-handlowego Radzieckie Linie Lotnicze Aerofłot (Производственно-коммерческое объединение „Аэрофлот – советские авиалинии”)
- 1992 – podział linii po rozpadzie Związku Radzieckiego. Na bazie Aerofłotu powstało według różnych ocen od 300 do 500 przewoźników lokalnych i regionalnych. Nowe przedsiębiorstwa zwykle tworzone były na bazie samolotów stacjonujących w poszczególnych portach lotniczych kraju. Stąd też i nazwy tworzonych wtedy linii często odwoływały się do nazw lotnisk (np. Pulkovo Airlines od lotniska Pułkowo czy Domodedovo Airlines od lotniska Domodiedowo). Niektóre z nowych przedsiębiorstw liczyły nawet po jednym czy kilka samolotów. Obecnie (2007) liczba linii lotniczych w Rosji w wyniku systematycznej konsolidacji spadła do 182.

Po podziale przedsiębiorstwa znak handlowy Aerofłot pozostawiono przewoźnikowi realizującemu połączenia międzynarodowe, który zasadniczo ograniczony został do samolotów stacjonujących na moskiewskim lotnisku Szeremietiewo. Przez krótki okres tak okrojony Aerofłot pozostawał monopolistą na liniach zagranicznych, ale wkrótce i tu musiał on stawić czoła konkurencji.
- 28 lipca 1992 – przekształcenie w otwarte towarzystwo akcyjne Rosyjskie Międzynarodowe Linie Lotnicze Aerofłot (открытое акционерное общество „Аэрофлот – российские международные авиалинии”)
- maj 1995 – wejście Aerofłotu w skład grupy finansowo-przemysłowej Rosyjskie Konsorcjum Lotnicze („Российский авиационный консорциум”)
- luty 2002 – pierwszy otwarty turniej szachowy Aerofłot Open, uznawany za najsilniejszy tego typu turniej na świecie
- kwiecień 2006 – Aerofłot jako pierwsze rosyjskie linie lotnicze dołączają do globalnego sojuszu przewoźników lotniczych (SkyTeam)
- 2009 – oficjalne wycofanie z użytku samolotów Tu-154, jednak naprawdę samoloty latały do lata 2011
- 2011 – Aerofłot odbiera 2 z 30 zamówionych samolotów konstrukcji rosyjskiej Suchoj Superjet 100[14]
- grudzień 2020 – Aerofłot sprzedaje 51% udziałów w linii lotniczej Aurora[15]
- luty 2022 – Aerofłot zostaje objęty sankcjami UE i Stanów Zjednoczonych
- kwiecień 2022 – członkostwo przewoźnika w sojuszu SkyTeam zostało zawieszone[16]
- sierpień 2022 – złożenie zamówienia na 339 samolotów produkcji rosyjskiej[17]

### Flota
Według stanu na maj 2025 flota Aerofłotu składała się ze 171 samolotów o średnim wieku 9,3 lat:
| Samolot                | Samolot | Samolot   | Liczba miejsc | Liczba miejsc | Liczba miejsc | Liczba miejsc | Uwagi                                             |
| Model                  | Aktywne | Zamówione | B             | P             | E             | Łącznie       | Uwagi                                             |
| ---------------------- | ------- | --------- | ------------- | ------------- | ------------- | ------------- | ------------------------------------------------- |
| Airbus A320-200        | 52      | –         | 20            | –             | 120           | 140           |                                                   |
| Airbus A320-200        | 52      | –         | 8             | –             | 150           | 158           |                                                   |
| Airbus A320neo         | 6       | –         | 12            | –             | 144           | 156           |                                                   |
| Airbus A321-200        | 32      | –         | 28            | –             | 142           | 170           |                                                   |
| Airbus A321-200        | 32      | –         | 16            | –             | 167           | 183           |                                                   |
| Airbus A321neo         | 3       | –         | 12            | –             | 184           | 196           |                                                   |
| Airbus A330-300        | 12      | –         | 28            | –             | 268           | 296           |                                                   |
| Airbus A350-900        | 7       | –         | 28            | 24            | 264           | 316           |                                                   |
| Boeing 737-800         | 37      | –         | 20            | –             | 138           | 158           |                                                   |
| Boeing 777-300ER       | 22      | –         | 30            | 48            | 324           | 402           |                                                   |
| Boeing 777-300ER       | 22      | –         | 28            | 24            | 375           | 427           |                                                   |
| Suchoj Superjet 100-95 | –       | 89        |               |               |               |               | Zamówione w 2022, planowana dostawa do końca 2030 |
| Tupolew Tu-214         | –       | 40        |               |               |               |               | Zamówione w 2022, planowana dostawa do końca 2030 |
| Yakovlev MC-21         | –       | 210       |               |               |               |               | Zamówione w 2022, planowana dostawa do końca 2030 |
| Łącznie                | 171     | 339       |               |               |               |               |                                                   |

### Wypadki lotnicze
- 28 czerwca 1982 roku. Katastrofa lotu Aerofłot 8641. W samolocie Jak-42, który leciał z Leningradu do Kijowa, nastąpiła awaria steru wysokości. Samolot rozbił się na Białorusi. Zginęły wówczas 132 osoby.
- 11 października 1984 roku. Katastrofa lotu Aerofłot 3352. Tupolew Tu-154B1 lecący z Krasnodaru do Nowosybirska z międzylądowaniem w Omsku. Samolot rozbił się w Omsku podczas dobiegu na pasie startowym, uderzając w pojazdy obsługi naziemnej. W wyniku katastrofy zginęło 178 osób (w tym 4 osoby na ziemi).
- 10 lipca 1985 roku. Katastrofa lotu Aerofłot 7425. Tupolew Tu-154B2 lecący z Karszy do Orenburga. Przyczyną katastrofy był błąd pilota, który postanowił zmniejszyć prędkość samolotu, co doprowadziło do przeciągnięcia i rozbicia samolotu. W katastrofie zginęło wówczas 200 osób.
- 22 marca 1994 roku. Katastrofa lotu Aerofłot 593. Airbus A310 lecący z Moskwy do Hongkongu. W katastrofie zginęło 75 osób.
- 14 września 2008 roku. Katastrofa lotu Aerofłot 821. Boeing 737-505 lecący z Moskwy do Permu, rozbił się podczas podejścia do lądowania. Załoga mylnie odczytywała wskazania aparatury. Samolot rozbił się niedaleko lotniska na skutek przeciągnięcia. Zginęło wówczas 88 osób.
- 5 maja 2019 roku. Katastrofa lotu Aerofłot 1492. Lecący do Murmańska samolot typu Suchoj Superjet 100 zapalił się w czasie awaryjnego lądowania na lotnisku Szeremietiewo, zginęło 41 osób.